# Granigyra granulifera
Granigyra granulifera is een slakkensoort uit de familie van de Skeneidae. De wetenschappelijke naam van de soort is voor het eerst geldig gepubliceerd in 1992 door Warén.